# Берёзово (Курская область)
Берёзово — село в Горшеченском районе Курской области России. Входит в состав Сосновского сельсовета.

## География
Село находится в восточной части Курской области, в лесостепной зоне, в пределах юго-западной части Среднерусской возвышенности, на правом берегу реки Ржавчик, на расстоянии примерно 14 километров (по прямой) к юго-востоку от посёлка городского типа Горшечное, административного центра района. Абсолютная высота — 168 метров над уровнем моря.
Часовой пояс
Село Берёзово, как и вся Курская область, находится в часовой зоне МСК (московское время). Смещение применяемого времени относительно UTC составляет +3:00.

## Население
| 1859 | 1897 | 2002 | 2010 |
| ---- | ---- | ---- | ---- |
| 525  | ↗797 | ↘148 | ↘119 |

Гендерный состав
По данным Всероссийской переписи населения 2010 года в гендерной структуре населения мужчины составляли 44,5 %, женщины — соответственно 55,5 %.
Национальный состав
Согласно результатам переписи 2002 года, в национальной структуре населения русские составляли 98 % из 148 чел.

## Улицы
Уличная сеть села состоит из одной улицы и четырёх переулков.